# 第41师团 (日本陆军)
第41师团（だいよんじゅういちしだん）是大日本帝國陸軍师团之一。

## 沿革

### 大陸战線
七七事变爆发后，由于从华北、华中到华南地区的战線持续扩大，战争陷入泥沼化中，为了替换下在中国第一线作战的甲种野战师团，以维持占领地的治安和警备为目的，而于1939年（昭和14年）6月30日新设立的步兵三個联队編制师团之一（乙种师团），同一时间新设立有第38师团、第39师团、第40师团。同年2月7日新设立第32师团、第33师团、第34师团、第35师团、第36师团、第37师团。
編成後，同年10月進駐华北地区，编入第1軍的指揮下负责山西省方面的警备任务的同事，同其他治安师团一样也在1939年夏之后参加了各种治安作战。1942年春，第41师团作为主力部队离开山西省参加了日本华北方面军策划的冀中大扫荡作战。作战结束后，第41师团在河北省德县（现属山东省陵县）设 置了师团的司令部。

### 太平洋战線
1942年（昭和17年）11月，师团从華北转战新几内亚，编入第8方面軍隷下的第18軍。先遣隊步兵第239联队以及师团主力分别于1943年（昭和18年）2月下旬和同年5月进攻新几内亚東部的韦瓦克。然而，此时第51师团已经在莱城、萨拉毛亚战役战败，后来在芬夏范战役中第20师团遭到重创，此时的第18軍已经处在已被摧毁的状态。
1944年（昭和19年）7月10日，以第41师团为主力的第18軍残部倾全力发起艾塔佩战役，以後残余部队在亚历山大山脉于持续饥饿中继续作战。

## 师团概要

### 歴代师团長
- 田边盛武 中将：1939年（昭和14年）10月2日 - 1941年（昭和16年）3月1日
- 清水規矩 中将：1941年（昭和16年）3月1日 - 1942年（昭和17年）7月1日
- 阿部平輔 中将：1942年（昭和17年）7月1日 - 1943年（昭和18年）6月11日（战病死）
- 真野五郎 中将：1943年（昭和18年）6月14日 - 終战

### 最終所属部隊
- 第41步兵团：青津喜久太郎少将
  - 步兵第237联队（水户）：奈良正彦少将
  - 步兵第238联队（高崎）：山口達春大佐
  - 步兵第239联队（宇都宮）：越智鶴吉大佐
- 山砲兵第41联队：大野斌夫大佐
- 工兵第41联队：加藤正中佐
- 輜重兵第41联队：吉松篤大佐
- 第41师团通信隊：長井角治少佐
- 第41师团第1野战医院：難藤正明軍医少佐
- 第41师团第2野战医院：寺本巖軍医少佐
- 第41师团第4野战医院：中浜欣時軍医少佐